# I. Aegon Targaryen
Aegon Targaryen (I. Aegon Targaryen) első ezen a néven, az Andalok, Rhoyne és az Elsők Királya, a Hét Királyság Ura és a Birodalom védelmezője. Szereplő George R. R. Martin amerikai író A tűz és jég dala című fantasy regénysorozatában. Aegon volt a Targaryen dinasztia alapítója, a Hét Királyság első ura és királya, miután a hét nagy királyságból hatot meghódított.

## A szereplő megalkotása és áttekintése
Hódító Vilmos ihlette meg George R. R. Martint Aegon megalkotásakor. A történelmi személyhez hasonlóan ő is egy megosztott terület trónját szerezte meg. Vilmos és Aegon hódítása is partraszállással kezdődött. Nem csak új házat alapított, de összekovácsolta Westerost és ő volt az, aki megalapította a dinasztiát, mely 300 évig uralta a hatalmas kontinenst. Hasonlóan, mint Vilmos amikor angol király lett és egyben Anglia első normann királya.
Romana Papszujeva orosz festőt megihlette a könyvsorozat és egy Los Angeles-i kiállításra megfestette ”Aegon és nővérei”-t. Az amerikai Chase Stone a királyt nővéreivel együtt ábrázolta Sárkánykőn abban a pillanatban, amikor Torrhen Stark letérdel előtte.

## Története a könyvekben

### Karakterleírás
Aegon magas volt, széles vállú és karizmatikus megjelenésű, lila szemekkel és rövidre vágott ezüst-arany hajjal. Hódítása során jellemzően fekete pikkelyes páncélt viselt a csatában, és Blackfyre-t, egy valyriai acélból készült fattyú kardot forgatott. Rubinokkal kirakott valyriai acélkoronát viselt.
Kortársai szemében rejtélyes alak volt. Magányos ember volt, egyetlen közeli barátja Orys Baratheon volt, akiről azt beszélték, hogy a fattyú féltestvére. Korának egyik legnagyobb harcosaként tartották számon. Sárkánya Balerion, a Fekete Iszonyat volt, de csak csatába vagy utazások alkalmával repült rajta. Lovagi
tornákon nem vett részt. Hűséges maradt lánytestvéreihez. Királyként teljes mértékben megbízott bizalmasai és testvérei szavában, és a birodalom ügyes-bajos dolgainak intézését is rájuk hagyta. Átvette a parancsnokságot, ha szükségesnek látta. Habár a lázadókkal és az árulókkal szigorúan bánt, korábbi ellenségeivel szemben nagyvonalú volt, ha meghajtották előtte a fejüket.
Aegont nem tartják különösebben jámbornak. Egy félkánon forrás szerint politikai okokból követte a Hét hitét. Egy másik félkánon forrás szerint Aegon sárkányálmodó volt, előre megálmodta a jövőt.

### Fiatal évei
Hódítás előtt 27-ben Sárkánykőn született Sárkánykő nagyura, Lord Aerion Targaryen és a Velaryon-házi Valaena úrnő egyetlen fiú gyermekeként. Nővére, Visenya és a húga, Rhaenys. A Valyria-i és a Targaryen hagyományokhoz híven elvette nővérét a vérvonal tisztán tartása miatt, de ő a húgát is elvette. Azt beszélték, hogy Aegon
Visenyát kötelességből vette el, míg Rhaenyst pedig azért, mert vágyott rá. A házassága előtt a betörte Baleriont.
Pentos és Tyrosh segítséget kért Aegontól a Volantis elleni harcban, amibe beleegyezett. Balerionnal Lysbe repült, hogy lángba borítson egy volantisi flottát, amely épp be akart törni a városba. Ezt követően visszarepült Sárkánykőre.

### A hódítás
A Vér Évszázada végén Aegon elvesztette kelet iránt támadt érdeklődését és figyelmét Westeros felé fordította. Korábban Visenyával ellátogatott az Óváros Fellegvárába, és solymászott az Arboron, talán még Lannisrévet is felkeresték. Évekkel hódítása előtt kifaragtatta Westeros alakjára formált és a Hét Királyság összes erdejét, folyóját, városát és várát ábrázoló Festett Asztalt, de határokat nem. Úgy gondolta, hogy több kis királyság helyett egy nagy birodalomnak kell lennie.
Argilac Durrandon a Viharkirály követet küldött Sárkánykőre Aegon nagyúrhoz, akinek lánya Argella kezét és vele az Istenszemtől keletre fekvő, a Három folyó vidékétől a Feketevízig elterülő földeket ajánlotta fel hozományként, bár a földek nem hozzá tartoztak. Az ajánlata egy kísérlet volt, a Targaryenek révén akarta elzárni földjeit a Hoare-házi Fekete Harren elől, aki a szigetek és folyók királya volt. Aegon visszautasította az ajánlatot és egy saját ajánlattal válaszolt. Elfogadja a hozományként felajánlott földeket, amennyiben Argilac átadja még melléjük a Massey-kanyart, a Feketevíztől a Kanyargófolyóig fekvő erdőket és síkságokat, valamint a Mander forrásvidékét, lánya és Orys Baratheon házassága pecsételné meg az egyezséget. Gőgös Argilac dühösen utasította vissza az ajánlatát és lecsapatta Aegon követének kezeit és egy dobozban visszaküldte Sárkánykőre. Erre Sárkánykő ura összehívta barátait, zászlóhordozóit és szövetségeseit Sárkánykőre. Hat napi tanácskozás után hollókat küldött Westeros minden urához. Az üzenet ugyanaz volt: „ettől a naptól fogva Westerosnak egyetlen királya van. A Targaryen-házba tartozó Aegonnak hűséget fogadók megtarthatják birtokaikat, címeiket, ám az ellene fegyvert ragadókra vereség és pusztulás vár.”
Aegon seregével Westeros keleti partján szállt partra a Feketevíz torkolatának északi oldalán, a három domb alatt. Egy farönkökből és földből álló sáncot emelt a dombok legmagasabbikára és elnevezte Aegonvárnak. A Rosby-ház és a Stokeworth-ház gyorsan megadta magát Rhaenysnek és Visenyának, de a Darklyn-ház és a Mooton-ház volt az első valódi próbatételéle Aegonnak. Orys Baratheon a földön, míg ő a Fekete Iszonyat hátán felülről támadott az egyesített ellenséges seregre. Az egyoldalú csatában mindkét úr elesett, majd ezt követően Darklyn fia és Mooton öccse felajánlották kastélyaikat és kardjaikat a Targaryen-háznak. Miután több kastélyt elfoglalt, és ellenőrzése alatt tudta a Feketevíz torkolatát, a legyőzött urakat maga elé idézte, de előtte Visenya Aegon homlokára helyezte a rubintokkal ékesített valyriai acél diadémot, majd Rhaenys egész Westeros királyaként üdvözölte. Ekkor Aegon lovagjai kibontották királyuk hadi lobogóját, rajta egy fekete mezőben tüzet okádó háromfejű sárkánnyal, ami a Targaryen-ház címere lett.
Néhány nappal megkoronázása után hadereje nagyobbik része átkelt a Feketevízen Orys Baratheon parancsnoksága alatt, és dél felé, Viharvégnek vette az irányt. Rhaenys királyné velük tartott sárkánya, Meraxes hátán. Daemon Velaryon által vezényelt Targaryen-flotta a Feketevíz-öbölből kihajózva északnak fordult és Visenya királyné Vhagarral, Sirályvárosnak és a Völgynek indultak. Aegon király északnyugati irányba menetelt Istenszem és Harrenhal irányába. Zúgó ura, Edmyn Tully hűséget esküdött Aegonnak és lázadásba vezette a többi folyami urat. Amikor Harren nem volt hajlandó átadni Harrenhalt, Aegon megtámadta a új kastélyát Balerionnal, és a Hoare-ház kihalt Harrenhal felgyújtásával. Másnap Aegon Edmynt nevezte ki a Három Folyó urának. Eközben Rhaenys és Orys legyőzte a Durrandon-házi Gőgös Argilacot az Utolsó viharként ismert csatában, míg Visenya az Arryn-házzal harcolt és bebiztosította Sirályvárost.
Kőszentélynél mindkét királynéja csatlakozott Aegonhoz és délnek indultak, ahol Mern Gardener Loren Lannisterrel szövetkezett. Balerion, Meraxes és Vhagar révén a Targaryenek nagy győzelmet arattak a A tűz mezejének elnevezett csatában. Mern Király és fiai, fivérei és unokatestvérei mind meghaltak és ezzel az ősi múltra visszatekintő Gardener-ház kihalt. Loren Lannister másnap térdet hajtott. Aegon ekkor Égikert felé vonult, ahol a király intézője Harlen Tyrell átadta a város kulcsait mindenféle harc nélkül. Aegon cserébe megtette őt a Mander Legfelsőbb Urának, és Dél Őrzőjének. Észak ellen csatlakozott hozzá Visenya és Rhaenys, valamint üzenetet küldött az összes nemesnek és lovagnak, hogy csatlakozzanak hozzá. A Három Folyó partjánál Torrhen Stark a Tél Királya meglátta a másfélszer nagyobb sereget, és a három sárkányt, valamint megtudta, hogy majdnem minden déli királyság elesett, Torrhen letette ősi koronáját, és térdet hajtott Aegon előtt.
Visenya visszatért a Völgybe és mindenféle összecsapás nélkül érte el az Arrynok hűségét. Rhaenys Dorne-ba repült és találkozott Meria Martell hercegnővel, Dornet nem sikerült meghódítania. Aegon Óvárosba repült, amit a Hightower-ház uralt, és egyben ez volt a Hét Hitének központja, itt állt ugyanis a Csillagszentély. Manfred Hightower nyitott kapukkal fogadta őt és hűséget esküdött, majd őszentsége maga kente fel Aegont a hét olajjal, helyezte a koronát a fejére, és kiáltotta ki a Hódítót, mint „Aegon, a Targaryen-ház fia, aki első ezen a néven, az andalok, a rhoyne-iak és az Elsők királya, a Hét Királyság ura és a Birodalom Védelmezője”.

### Uralkodása kezdetén
Aegon az uralkodásának a kezdetét attól a naptól számította, amikor Óváros Csillagszentélyében a Hit főseptonja megkoronázta és felkente. Sokan úgy vélték, hogy Aegon király a háborúk végeztével Óvárost teszi meg székhelyévé, míg mások úgy gondolták, hogy
a Targaryenek ősi szigeterődjéről, Sárkánykőről uralja majd Westerost. A király úgy döntött, hogy Aegonvár körül építi fel fővárosát és Királyvár nevet adta neki. A legyőzött ellenségei kardját összegyűjtötte, majd Balerion sárkánytűzének segítségével összeolvasztotta egy masszív trónszerkezetté, a Vastrónná. Megalapította az első Kistanácsát és Orys Baratheont a Király Segítőjének neveztek ki. Aegon elsődleges törekvése a béke megőrzése volt. Ezért az első törvénye a Király békéje volt, ami azt jelentette, hogy minden engedélyünk nélkül hadba vonuló urat lázadónak és a Vastrón ellenségének tekintenek. Tisztelettel bánt a legyőzött urakkal, ezért megengedte, hogy minden nagyúr a saját törvényeit és szokásait megtartsa, hatalmukat és előjogaikat megtartva uralkodjanak. Az öröklés törvényei változatlanok maradtak, a már létező feudális rendszert megerősítették, mind a kisebb, mind a nagyobb urak pallosjoggal bírtak saját földjeiken, és az első éjszaka joga is megmaradt ott, ahol korábban már létezett ez a szokás. Gyakran járta a birodalmat és hat mestere mindig vele tartottak, hogy tanácsokkal lássák el a helyi törvényeket és a korábbi birodalmak szokásait illetően.
Aegon Hódítása után Három Nővér urai kikiáltották függetlenségüket és Lady Marla Sunderland úrnőt kiáltották ki királynőjüknek. Aegon a koronázását követően utasította Észak őrzőjét, Torrhen Starkot, hogy verje le a nővérek lázadását. Ser Warrick Manderly vezetésével Fehérrévből, a bérelt braavosi gályákon ki is futott egy északi sereg és velük tartott Visenya királyné és Vhagar. Marla királynőt azonnal letaszították trónjáról rokonai, és az öccsét ültették a helyére. Steffon Sunderland pedig megújította a Sasfészeknek tett hűségesküjét, valamint térdet hajtott Visenya előtt.
H. u. 2-ben a Vas-szigeteken is felbomlott a rend, ahol a vasemberek már két éve harcoltak a királyságért. Aegon Balerion hátán érkezett Nagy-Wykenre és Arbor, Égikert
és Lannisrév flottái mellett még a Medve-szigetről is érkeztek hajók, valamint Torrhen Stark is küldött néhány hosszúhajót. Aegon Blackfyrel végzett Qhorin Volmarkkal, a papkirály Lodos kövekkel töltötte meg ruháját, és a tengerbe gyalogolt és megfulladt. Ezt követően a többi követelő gyorsan térdet hajtott. Aegon figyelmen kívül hagyta azokat a javaslatokat, hogy a vasemberek a Tully-ház vagy a Lannister-ház vazallusai legyenek, vagy kerüljenek Észak fennhatósága alá. Voltak akik a szigetek sárkánytűzzel való felperzselésére biztatták a királyt. A hódító úgy döntött, hogy a vasemberek maguk választhatják meg hűbérurukat, akik Pyke Kaszás Urát, Vickon Greyjoy-t választották a Vas-szigetek urának.

### Az Első dorne-i háború
H. u. 3-ban Aegon Dorne felé fordította tekintetét, az egyetlen meghódíthatatlan királyságra. Közel egy éven keresztül tárgyalt Meria Martell hercegnővel, de hiába és Ageon úgy döntött, hogy fegyverrel foglalja el. H. u. 4-ben megindult Délnek és a háború kezdete sikeresnek bizonyult, de gyorsan változtak az erő viszonyok, egészen H. u. 13-ig tartott rengeteg halál esettel és tragédiával. Orys Baratheon fogságba esett és levágták kardforgató kezét Wylbéli Wyl. Két év rabságot követően Oryst és számos lovagját súlyuk aranyban történt kifizetése után sikerült kiváltani, de megcsonkítva. Aegon bosszúból nagyon sok lázadó várost felperzselt a sárkányokkal, még Dorne-t is.
A legnagyobb vesztesége a királynak Ördögliget ostroma során történt, amikor Rhaenys királynő meghalt. H. u. 10-ben Meraxes Rhaenys-szel a hátán Ördögliget felett repült, a vár legmagasabb tornyából egy katona kioldotta dárdavetőjét és Meraxes jobb szemébe fúródott és lezuhantak a vár legmagasabb tornyára és az rájuk dőlt. A királynő teste sosem került elő. A következő két esztendő a Sárkány haragjának nevezték. Aegon király és Visenya királyné minden várat legalább egyszer felégetett Dorne-ban, kivéve Napdárdát és az árnyékvárost. Rhaenys halála után Aegon és Visenya fejpénzt ajánlottak a dorne-i hercegekért, de a dorne-iak is hasonlóképp válaszoltak. Aegont három alkalommal is támadás érte, két alkalommal testőrei ébersége mentette meg. Visenya kétszer is megvédte férjét a Sötét Nővér nevű valyriai acélból készült kardjával. A támadások hatására szervezte meg Visenya királynő a Királyi Testőrséget, akiket személyesen választott ki.
H. u. 13-ban Dorne meghódításának kísérlete véget ért, miután Dorne sárga varangyát, Meria Martellt az ágyában érte a halál. Trónját korosodó és romló egészségű fia, Nymor herceg örökölte. Lányát és örökösét Deriát küldte Meraxes koponyájával és egy békeajánlattal Királyvárba. A Vastrónon ülve olvasta el a levelet Aegon, majd elégette a levelet, és
Balerion hátán azonnal útra kelt Sárkánykőre. Másnap visszatért és beleegyezett Nymor feltételeibe, és végül örök ideig tartó békét kötött Dorne-nal. Aegon jó kapcsolatot ápolt Deria hercegnővel. H. u. 23-ban legidősebb fiával, Aenys herceggel ellátogatott a békekötés tizedik évfordulóján Napdárdába egy lakomára.

### Későbbi uralkodása
I. Aegon uralkodásának utolsó 24 éve békés volt, a fellegvári mesterei ezt az időszakot a Sárkány békéjének nevezték el. Ideje nagy részét azzal töltötte, hogy megszilárdítsa hatalmát azzal, hogy beutazta a hét királyságot, és felépítette fővárosát Királyvárt. Minden évben legalább félévet a királyi körútjainak szentelt. Uralkodása alatt kellő tiszteletet mutatott a Hét Hite felé, hogy ne szálljanak szembe vele. Rhaenys dombján felépítette az Emlékezés Szentélyét.
Királyvárnak ebben az időszakban nem voltak falai, mivel Aegon és királynéi úgy gondolhatták, senki sem merne rá támadni egy városra, ahol sárkányok élnek. H. u. 19-ben megtudták hogy egy kalózflotta a Magas Fák Városát és a Nyár-szigeteket kifosztotta, belátta hogy ő és Visenya nincsenek mindig a városban hogy megvédjék. Gawen nagymestert és a Segítőt, Ser Osmund Strongot bízta meg a feladattal, hogy építsenek falakat, de elég helyet kell hagyni ahhoz, hogy a város a falakon belül is terjeszkedhessen, valamint hogy a Hét tiszteletére hét nagy őrház védje a hét kaput. Az építkezés 20-ban indult el, és 26-ra fejeződött be.
H. u. 33-ban ünnepelte a hatvanadik neve napját, az év fele ezután is a királyi látogatásokról szólt, ám innentől kezdve Aenys herceg és felesége, Alyssa úrnő járták a királyságot, míg a király otthon maradt, Királyvár és Sárkánykő között osztva meg idejét. H. u. 35-ben Aegon egész udvartartásával együtt Sárkánykőre költözött, és parancsot adott a rozoga Aegonvár lerombolására, hogy egy új kastély épülhessen a helyére, kőből. Visenya királynéra hagyta a Vörös Torony építését, Gyldayn főmester története szerint állítólag azért, hogy ne kelljen elviselnie a királyné jelenlétét
Sárkánykőn. A Vastrón az építkezés idején a helyén maradt, mivel túl nehéz lett volna azt elmozdítani.

### A Sárkány fiai
H. u. 7-ben lett elsőnek apa, amikor Rhaenystől született meg első fiú gyermeke, Aenys herceg. Apró és beteges csecsemő volt. Hároméves volt amikor édesanyja meghalt és ezután a herceg vigasztalhatatlanná vált. Aegon kétségbeesett és aggódott, hogy Aenys életben marad-e vagy sem. A fiú nem hasonlított semmiben sem Aegonra és pletykák kezdtek terjengeni, hogy Rhaenys királyné egyik dalnokának a fattya. Idővel a pletykák elcsitultak, majd meg is szűntek, amikor a betegeskedő gyermek kapott egy fiatal sárkányt, amit Fürgének neveztek el. Ahogy a sárkány növekedett, úgy erősödött Aenys is.
Visenya királyné sokáig gyermektelen maradt és sokan úgy gondolták, hogy meddő. Aenys egészségi állapota romlott és az udvarban olyan pletykák is szárnyat kaptak, hogy a király esetleg új feleséget vehet magához. A király senkivel sem beszélt erről az ügyről, de ennek ellenére sok uraság és nemes lovag jelent meg az udvarban gyönyörűbbnél gyönyörűbb hajadon lányaik kíséretében. H. u. 11-ben Visenya királyné bejelentette, hogy gyermeket vár és megszületett Maegor herceg.
Aenys herceg volt a trónörökös, és Hódító Aegon király maga mellett tartotta, együtt járta a királyságot. A király időnként hagyta edzeni Blackfyrrel. Maegor eközben anyja oldalán maradt. H. u. 22-ben először Aenys herceg házasodott meg, a Hullámok ura és a király admirálisa és hajómestere, Aethan Velaryon lányát vette nőül, unokatestvérét Alyssa úrnőt. Hat gyermekük lett, akik közül öt Aegon uralkodása alatt született. Visenya javaslatára a fősepton határozott tiltakozásának adott hangot, miszerint Maegor vegye el Aenys első gyermekét, Rhaenát. A fősepton azt akarta, hogy inkább az unokahúgát vegye el, Ceryse Hightower úrnőt. H. u. 25-ben Csillagszentélyben maga a fősepton adta össze az ifjú párt.

### Halála és öröksége
H. u. 33-ban az utolsó körútját teljesítette, legutolsó útján Deresben ült törvényt. H. u. 37-ben hunyt el szélütésben Sárkánykőn, amikor unokáinak, Aegonnak és Viserysnek mesélte hódítása történeteit a Festett Asztal Termében. Holttestét az előttük élt Targaryenek és valyrok szokásainak megfelelően Sárkánykő fellegvárának udvarán Vhagar gyújtotta meg. Blackfyre együtt égett a királlyal, ám Maegor aztán magához vette a kardot.
Aegon uralkodása többnyire békés volt, de halálát követően szinte azonnal jelentkeztek azok, akik megkérdőjelezték a Targaryen-ház uralkodását. Sok alattvalója még mindig a régi szép időkről ábrándozott, amikor még a hét királyság létezett. Mások bosszúra szomjaztak a háborúban elvesztett szeretteik miatt, vagy undorral tekintettek a Targaryenekre. Emiatt mind Aenys, mind Maegor uralkodása tele volt csatákkal.
Aegon a Blackfyre-t forgatta és később az utódai örökölték tőle.
A Vörös Torony Aegon Hegyének tetején található Királyvárban.
A „Hódító két felesége” egy színdarab a királyi testvérekről.